# ワダマゴ
ワダマゴ (Wadamago, ソマリ語: Wadaamagoo) はソマリランドのスール地域にある古い町。

## 名称
ワダマゴという名前は、ソマリ語で「ワダアンを破る」という意味の「Wadaamo go'」に由来する。ワダアンとは、動物の皮で作られた手製のバケツで、水を通さない丸い円筒形をしており、半円形の持ち手にロープが取り付けられている。ソマリの遊牧民は、ロープをつかんでワダアンを井戸に落として水を汲み取る。

## 概要
ワダマゴは標高800メートルに位置する
。
ワダマゴは北西から南東に流れるTug Der川の下流にあたる。この川は雨季でもブラオまでしか流れないが、牧草地はワダマゴ付近にも広がっており、ワダマゴの井戸は乾季でも枯れることがない。
ワダマゴの井戸は深さ40フィート (12 m)で、水の供給量が豊富である。この井戸は石灰岩でできており、近隣の飲み水、家畜用の水として使用されてきた。

## 人口動態
2017年の報告によれば、ワダマゴには300世帯が住み、モーター式の井戸1基、旧式の井戸2基、太陽発電式の井戸1基がある。
1952年のイギリス人による本によれば、ワダマゴはハバル・ユーニス氏族のMusa ArrehとMusa Ismail支族、ハバル・ジェロ氏族のAdan Madoba、ソロマドゥ 、Dahir Farah、デュルバハンテ氏族のKhalid、Hagr Adan支族などが住んでいる。

## 歴史

### ダラーウィーシュ運動
1900年前後、ワダマゴ周辺はイギリス領ソマリランドとして、イギリスから強い干渉を受けていた。これに反発していた一部のソマリ人達が反乱を起こし、サイイド・ムハンマド・アブドゥラー・ハッサンを指導者として、「ダラーウィーシュ国」を建国した。ワダマゴもダラーウィーシュ国の拠点の一つとなった。
イギリス軍は鎮圧を試みたが当初は失敗した。そこで1902年、イギリスはインド軍中佐のエリック・ジョン・イーグルス・スウェインを遠征隊指揮官に任命した。5月26日、スウェイン率いる主力部隊はブラオの拠点から進軍し、5月28日にワダマゴに到着した。その他のイギリス軍もワダマゴに集結して、6月1日に進軍した。
1909年10月26日には、ワダマゴに駐留していたヘンリー・アレキサンダー・ウォーカーが率いるイギリス軍王立アフリカ小銃隊の第1大隊と第8大隊が、バドウェインに向けて進軍している。
この戦いは1920年に、イギリス軍による無差別爆撃と、反乱地区での天然痘の流行と、反乱指導者サイイド・ムハンマド・アブドゥラー・ハッサンの病死により終結した。

### 1945年シェイク・バシールの反乱

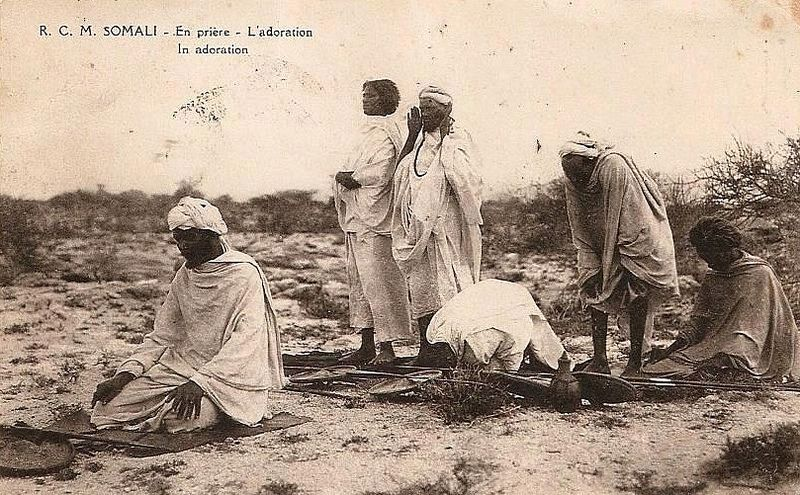
スンナの祈りをするシェイク・バシール, 1920年

1945年7月2日、ソマリ人の宗教指導者シェイク・バシールはワダマゴで25人の信者と共にイギリスへの反乱を始めた。ただし反乱の拠点はブラオとした。反乱はエリガボなどにも広がったが、7月7日にシェイク・バシールはイギリス軍に殺害された。

### ソマリア内戦からソマリランド独立まで
ソマリア第3代大統領のモハメド・シアド・バーレは、独裁体制が長引いた1980年代、現在のソマリランドに相当する地域に住むイサック氏族を武力弾圧した。イサック氏族は軍閥ソマリ国民運動を作って抵抗した。ソマリ国民運動は当初はエチオピアを拠点としていたが、1989年にハルゲイサとブラオを
ワダマゴにはバーダハ・ワダマゴ（Bardaha Wadaamagoo）と呼ばれる老樹木があり、町の目印になっている。この町に幹線道路を通そうとしたとき、工事業者が町の中心にあるこの木を伐採して道にしようとしたところ、住民の反対により木を避ける形で道が作られた。ソマリ国民運動の軍はここに隠れて、幹線道路を通過するソマリア政府軍の車を攻撃した。
ワダマゴはソマリ国民運動にとっての戦略上の拠点となったため、ソマリア政府は盛んに攻撃を行った。

### ソマリランド成立後
2011年、ソマリランド政府は多くの道路建設計画を発表し、その中にワダマゴとコリルグドを結ぶ計画も入れられた。（2020年7月段階で、建設は進められているものの未完成。）
2016年7月、ソマリランド大統領で平和統一開発党のアフメッド・シランヨは、ワダマゴを「地区」に昇格すると発表した。
2016年11月、コリルグドとワダマゴの住民の多くがワダニ党から平和統一開発党に支持政党を変えたと報じられた。
2018年11月、ソマリランド大統領で平和統一開発党党首のムセ・ビヒ・アブディがワダマゴを訪れ、市民は歓迎。
2021年2月、ワダマゴには500人以上の子供がいるのに学校が一つもないと報じられている。

## 主要人物
- 市長
  - Cabdirashiid Axmed Iidle Dhaabane (Baradho) (2019年2月から) [26]
  - Maxamed Axmed Naaf (2020年9月21日から）[1]